# John Randle
John Anthony Randle (Hearne, Texas, 12 de diciembre de 1967), más conocido como John Randle, es un exjugador profesional estadounidense de fútbol americano que se desempeñó en la posición de defensive tackle en la National Football League (NFL). Es miembro del Salón de la Fama del Fútbol Americano Profesional.

## Carrera
Randle jugó como profesional once temporadas en Minnesota Vikings (1990-2000), después pasó a Seattle Seahawks, donde jugó tres temporadas (2001-2003), y fue el equipo en el que se retiró.

## Reconocimiento
El 7 de agosto de 2010, ingresó como miembro al Salón de la Fama del Fútbol Americano Profesional.